# Club Voleibol Aguere
Il Club Voleibol Aguere è una società pallavolistica femminile di San Cristóbal de La Laguna, in Spagna.
Milita nel massimo campionato spagnolo, la Superliga.

## Storia della società
Sorto nel 1992, raggiunge per la prima volta il campionato di prima divisione spagnola (Superliga) nel 2003.
Attualmente milita ancora in Superliga; ha conseguito il risultato più prestigioso della sua storia quando, nel 2007, ha raggiunto la finale di Coppa della Regina, persa contro il Grupo 2002 Murcia.
Nella stagione 2009-10 ha concluso la regular season al primo posto e, dopo i play-off, ha vinto il suo primo campionato.

## Palmarès
- Campionato spagnolo: 1

2009-10

## Rosa 2012-2013
| N° | Nome               | Ruolo | Data di nascita  | Nazionalità sportiva |
| -- | ------------------ | ----- | ---------------- | -------------------- |
| -  | Ambrosio González  | All   | -                | Spagna               |
| 1  | María Díaz         | C     | 18 gennaio 1994  | Spagna               |
| 2  | Ana Hoefsmit       | C     | 24 giugno 1988   | Spagna               |
| 3  | Mihaela Chavdarova | S/O   | 20 aprile 1995   | Spagna               |
| 4  | Beatriz Fagundo    | L     | 3 luglio 1992    | Spagna               |
| 5  | Atanasia Cabrera   | S/O   | 2 novembre 1987  | Spagna               |
| 6  | Paola Borja        | P     | 14 giugno 1989   | Spagna               |
| 8  | Carla Souto        | C     | 14 febbraio 1991 | Spagna               |
| 10 | Paula Rodríguez    | C     | 7 aprile 1995    | Spagna               |
| 12 | Verónica Álvarez   | S     | 19 gennaio 1992  | Spagna               |
| 14 | Ruth Oliver        | S     | 27 ottobre 1985  | Spagna               |